# Грейтер-Напани
Грейтер-Напани (англ. Greater Napanee, до 1998 года Напани) — город в провинции Онтарио (Канада), расположенный на берегу озера Онтарио, центр графства Леннокс и Аддингтон. Статус города имеет с 1864 года, переименован в 1998 году в связи с присоединением ряда соседних тауншипов. Население в 2016 году — около 15,9 тысячи человек.

## География
Грейтер-Напани расположен в Восточном Онтарио, на реке Напани, впадающей в озеро Онтарио. В 39 км к востоку от Грейт-Напани находится город Кингстон. На юге городскую границу Грейтер-Напани определяют контуры залива Квинти озера Онтарио. Северная оконечность города, бывшая деревня Роблин, с запада граничит с туристическим регионом Ленд-О’Лейкс.
Площадь Грейтер-Напани в 2021 году составляла 462,3 км. Город является административным центром графства Леннокс и Аддингтон.
Через город проходит шоссе 401, ведущее из Торонто в Монреаль. С 1856 года в Грейтер-Напани действует железнодорожная станция (в год создания принадлежавшая компании Grand Trunk Railway).

## История
Европейские поселенцы начали осваивать район современного Грейтер-Напани в конце XVIII века. Первыми жителями региона стали лоялисты, переселявшиеся туда после американской революции. В 1785 году на реке Напани рядом с водопадом была построена лесопилка, а год спустя — мельница. В 1799 году оба предприятия приобрёл бизнесмен из Кингстона Ричард Картрайт, и они продолжали работу на протяжении всего XIX века.
К 1830 году было проведено межевание местных земель, в Напани насчитывалось около двух дюжин домов и он развивался как порт, специализирующийся на вывозе древесины, зерна и поташа. В 1852 году Напани получил статус полицейской деревни (англ. police village — специальный муниципальный статус для общин, недостаточно больших, чтобы избирать собственный городской совет), а в 1855 году — статус независимого муниципалитета.
В 1856 году в Напани открылась станция железной дороги Grand Trunk, что дало толчок к дальнейшему развитию местной экономики. В 1863 году Напани стал административным центром графства Леннокс и Аддингтон, а в 1864 году получил статус малого города (англ. town).
Благодаря своим гидроэнергетическим ресурсам город пережил период стремительной индустриализации в 1870—1880-е годы. К началу XX века население и облик Напани стабилизировались и впоследствии менялись лишь незначительно (за исключением периодов роста в военные и послевоенные годы). В 1998 году в состав города были включены четыре соседствующих с ним тауншипа — Адолфустаун, Ричмонд, Саут-Фредериксберг и Норт-Фредериксберг. Возникшее в результате муниципальное образование получило название Грейтер-Напани.

## Население и администрация
Согласно данным переписи населения 2021 года, в Грейтер-Напани проживали 16 879 человек, что на 6 % больше, чем в 2016 году (темпы роста примерно соответствуют средним по провинции). Плотность населения составляла 36,5 человека на км. Около 15 % жителей составляли дети и подростки до 14 лет включительно, более четверти — люди пенсионного возраста (65 лет и старше), в том числе 5 % — люди в возрасте 85 лет и старше. Средний возраст жителей составлял 47,4 года, медианный — 50,4 года (в среднем по провинции существенно ниже — соответственно 41,8 и 41,6 года).
58 % жителей в возрасте старше 15 лет в 2016 году состояли в официальном или гражданском браке, ещё около 14 % были разведены или жили раздельно. Средний размер учётной семьи составлял 2,7 человека, примерно в 15 % семей были родители-одиночки. В семьях с детьми было в среднем 1,7 ребёнка, примерно у 2 тысяч супружеских пар детей, живущих с ними, не было. На домохозяйство в среднем приходилось 2,3 человека, более четверти домохозяйств состояли из одного человека.
Более 90 % жителей Грейтер-Напани в 2016 году были уроженцами Канады, а почти 60 % от общего числа жителей-иммигрантов прибыли в страну до 1980 года. Наиболее крупными были общины выходцев из Великобритании (более трети от общего числа иммигрантов), Германии и США. Почти 40 % жителей города прибыли в него в течение пяти лет, предшествовавших переписи, но абсолютное большинство от этого числа составляли внутрипровинциальные мигранты. Английский язык был родным для 95 % населения, чуть более 5 % владели обоими государственными языками Канады.
20 % населения в возрасте 15 лет и старше не имели оконченного среднего образования, около трети имели аттестат зрелости, ещё треть — среднее техническое или специальное образование и 13 % — высшее (от бакалавра и выше). Наиболее распространённые области образования — медицина и здравоохранение, бизнес, маркетинг и менеджмент, а также инженерные и технические специальности.
Городское самоуправление осуществляется советом из семи членов, включая мэра, заместителя мэра и по одному депутату от каждого избирательного округа. Выборы в городской совет проходят раз в четыре года. Грейтер-Напани также служит местом пребывания администрации графства Леннокс и Аддингтон, в которую входят восемь человек, представляющих четыре муниципалитета более низкого уровня.

## Экономика
Основу экономики Грейтер-Напани составляют производство шин и мебели (мебельная фирма Gibbard Furniture Shops действует с 1835 года), а также сельское хозяйство. Часть населения занята в гражданской администрации, что связано с ролью города как административного центра графства. Туристическими достопримечательностями являются музей графства и дом-музей Аллана Макферсона, а также ежегодный рыболовный турнир Walleye Derby.
По состоянию на 2020 год около 54% населения города входили в число работоспособных жителей Онтарио. Уровень безработицы превышал 9 %. Около 85 % трудоустроенных жителей были наёмными работниками, наиболее значительное число работников было трудоустроено в сфере здравоохранения и социальных услуг, торговле, строительстве, промышленном производстве, сферах образования и гражданской администрации.
Медианный годичный доход до вычета налогов на жителя в возрасте от 15 лет и старше в 2020 году составлял 38,8 тысячи канадских долларов, после вычета налогов — 35,2 тысячи, что меньше, чем в среднем по провинции (соответственно 41,2 и 37,2 тысячи долларов). Средний доход после вычета налогов на жителя Грейтер-Напани составлял 39,8 тысячи долларов (46,3 по провинции). Медианный доход после вычета налогов составлял в Грейтер-Напани 69,5 тысячи долларов на домохозяйство (в Онтарио 79,5 тысячи) и на экономическую семью 84 тысячи долларов (96 в Онтарио).